# Tuyuk
Der Tuyuk ist ein 6161 m hoher vergletscherter Berg im östlichen Pamir-Gebirge in Xinjiang (VR China).
Der Tuyuk befindet sich im Kreis Akto im Kirgisischen Autonomen Bezirk Kizilsu. Der Berg ist Teil des Muztagata-Massivs. Ein Berggrat führt zum 7184 m hohen und 8,23 km westlich gelegenen Kuksay Tagh. Der Kuksaygletscher strömt entlang der Südflanke in östlicher Richtung.

## Besteigungsgeschichte
Der Tuyuk wurde mindestens schon zweimal bestiegen.